# Faldet (Bifrost-sang)
|  | For andre betydninger, se Faldet |
"Faldet" er en sang fra den danske poprock-gruppe Bifrost, skrevet af Tom Lundén fra gruppen. Sangen udgjorde den ene side af gruppens første single fra 1976; på den anden side var "Idaho", skrevet af Ida Klemann. Begge sange fandtes også på gruppens debutalbum fra samme år, Bifrost. Både single og album udkom på CBS Records. Sangen blev et pænt hit og optræder blandt andet på albummet B.T. Hitliste 1977 - Årets top 15.
Sangen er også med på to af Bifrosts opsamlingsalbum, Bifrost's bedste (1981) og Hjerte til salg (1997) samt forskellige andre opsamlingsalbum med forskellige kunstnere i tiden siden.

## Musikere
På nummeret medvirker følgende:
- Asger Skjold-Rasmussen - bas
- Mogens Fischer - trommer
- Finn Jensen - guitar, sang
- Torben Andersen - hammondorgel
- Mikael Miller - tambourin
- Annapurna - sang
- Ida Klemann - sang
- Tom Lundén - sang, piano